# Législature d'État de l'Alaska
Capitole de l'État de l'Alaska
La législature d'État de l'Alaska (en anglais : Alaska Legislature) est l'organe législatif de l'État américain de l'Alaska.

## Structure
Elle se présente sous la forme d'un parlement bicaméral composé d'une chambre haute, le Sénat de 20 élus, et d'une chambre basse, la Chambre des représentants de 40 élus. 
Avec un total de 60 législateurs, le parlement de l'Alaska est l'un des plus petits des États américains (l'Alaska est le quatrième État le moins peuplé des États-Unis). 
La législature de l'Alaska siège au Capitole situé à Juneau, capitale de l'État.

## Sessions parlementaires
La session parlementaire commence en janvier et dure traditionnellement 120 jours. Plusieurs sessions spéciales de 30 jours peuvent être organisées à la demande d'au moins les 2/3 des membres de chaque chambre du parlement. 
Depuis 2008, la durée de la session parlementaire a été réduite à 90 jours. Cette durée relativement courte s'explique notamment par le fait que les parlementaires de l'Alaska continuent d'exercer par ailleurs une activité professionnelle et que de nombre d'entre eux travaillent dans des activités saisonnières comme le tourisme ou la pêche industrielle.

## Législature non professionnelle
Contrairement aux autres législatures d'État qui ont des sessions plus longues, les courtes sessions de la législature de l'Alaska autorisent les législateurs à conserver un emploi en dehors de cette fonction, plus précisément dans l'industrie saisonnière tel que là pêche et le tourisme. En cela, la législature de l'Alaska retient quelque peu la nature « volontaire » qui caractérisait les législatures d'État jusqu'au milieu du XXe siècle. Ceci a entraîné des controverses de faible importance sur d'éventuels conflits d'intérêts inhérents aux emplois extérieurs des législateurs.